# Терье, Жан-Люк
Жан-Люк Терье (7 октября 1945, Ходен-О-Бок, Дьеп — 31 июля 2019) — французский раллийный гонщик, двукратный чемпион Франции по ралли (1973, 1982) и двукратный чемпион Франции по ралли на гравии (1979, 1980). Входил в состав команды Alpine-Renault, которая стала победителем первого чемпионата мира по ралли, в 1973 году.
Начал гоночную карьеру в 21 год. Позже, присоединившись к команде Alpine-Renault, добился больших успехов в раллийных турнирах Франции, Европы и мире. На его счету 32 победы на этапах чемпионата и кубка Франции по ралли, две победы в чемпионате Германии по ралли, две победы в крупных международных ралли, пять побед в чемпионате мира по ралли, а также две победы в 24-часовых кольцевых автомарафонах. Он неоднократно участвовал в 24 часа Ле-Мана.
На третьем этапе Ралли Париж-Дакар в 1985 году он получил серьёзную травму, которая положила конец его гоночной карьере.

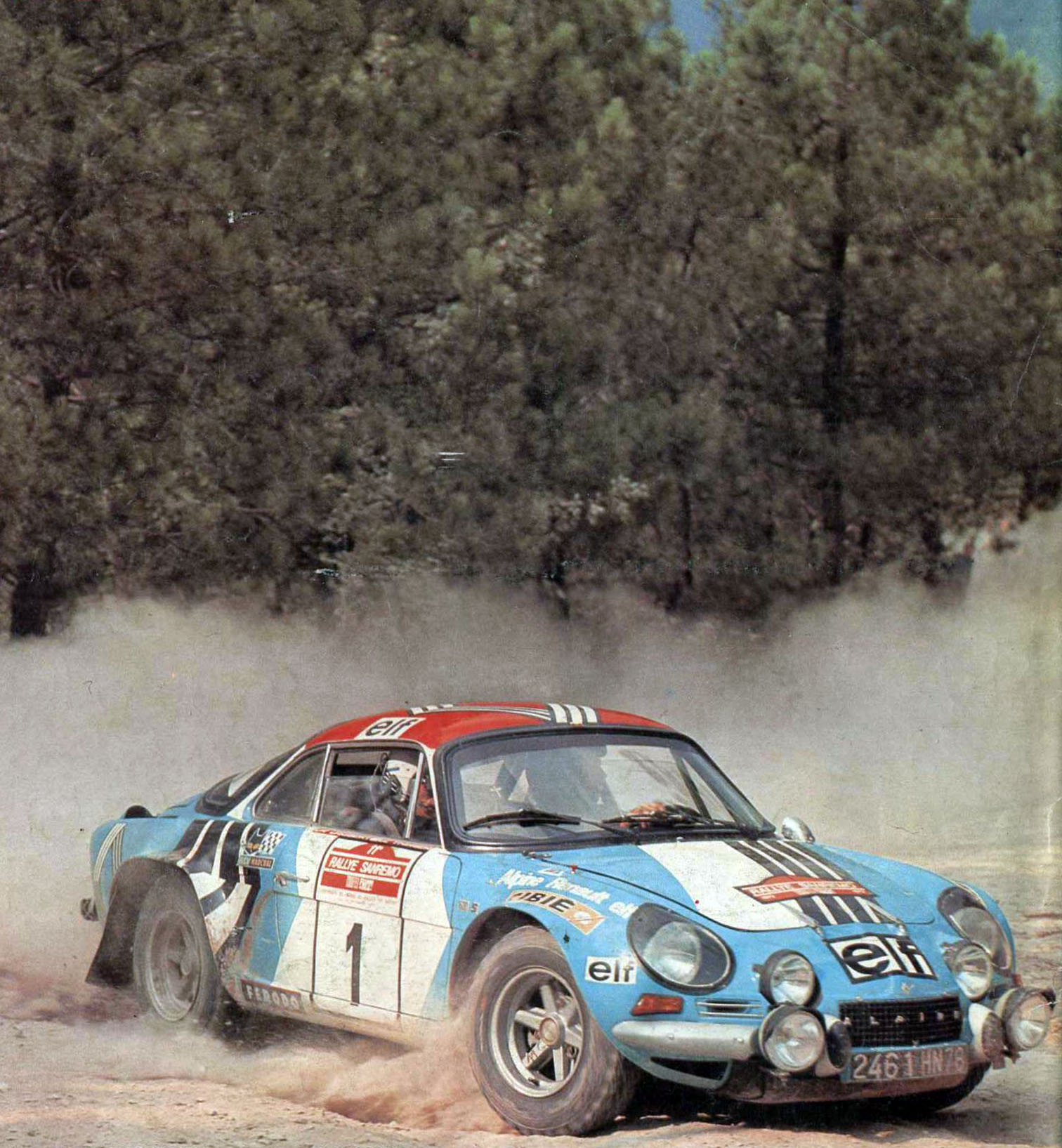
Жан-Люк Терье за рулем Alpine A110 на Ралли Сан-Ремо 1973 года

## Победы в международном чемпионате по ралли для производителей
| # | Этап            | Сезон | Штурман         | Автомобиль       |
| - | --------------- | ----- | --------------- | ---------------- |
| 1 | Ралли Сан-Ремо  | 1970  | Марсель Калевер | Alpine A110 1600 |
| 2 | Ралли Акрополис | 1970  | Марсель Калевер | Alpine A110 1600 |

## Победы в чемпионате мира по ралли
| # | Этап             | Сезон | Штурман            | Автомобиль         |
| - | ---------------- | ----- | ------------------ | ------------------ |
| 1 | Ралли Португалии | 1973  | Жак Жобер          | Alpine A110        |
| 2 | Ралли Акрополис  | 1973  | Кристиан Дельферье | Alpine A110        |
| 3 | Ралли Сан-Ремо   | 1973  | Жак Жобер          | Alpine A110        |
| 4 | Ралли США        | 1974  | Кристиан Дельферье | Renault 17 Gordini |
| 5 | Ралли Корсики    | 1980  | Мишель Виаль       | Porsche 911        |

## Победы в чемпионате Европы по ралли
| # | Этап        | Сезон | Штурман      | Автомобиль      |
| - | ----------- | ----- | ------------ | --------------- |
| 1 | Ралли Альп  | 1982  | Мишель Виаль | Renault 5 Turbo |
| 2 | Ралли Антиб | 1983  | Мишель Виаль | Renault 5 Turbo |

## Результаты

### Чемпионат мира
Кроме приведенных в таблице результатов Терье принял участие в Ралли Монте-Карло 1976,1979, 1981 и 1983 годов, Ралли Корсики 1977, 1978, 1981 и 1983 годов, Ралли Великобритании 1976-79 годов, Ралли Швеции 1978-79 годов, Ралли Португалии 1978-79, 1981 и 1983 годов, Ралли Греции 1978-79 годов, Ралли Кот-д'Ивуара 1979 года, Ралли Сан-Ремо 1981 года. На всех этих этапах он не добрался до финиша, кроме Ралли Монте Карло 1979 и 1981 года (97 и 95 место соответственно).

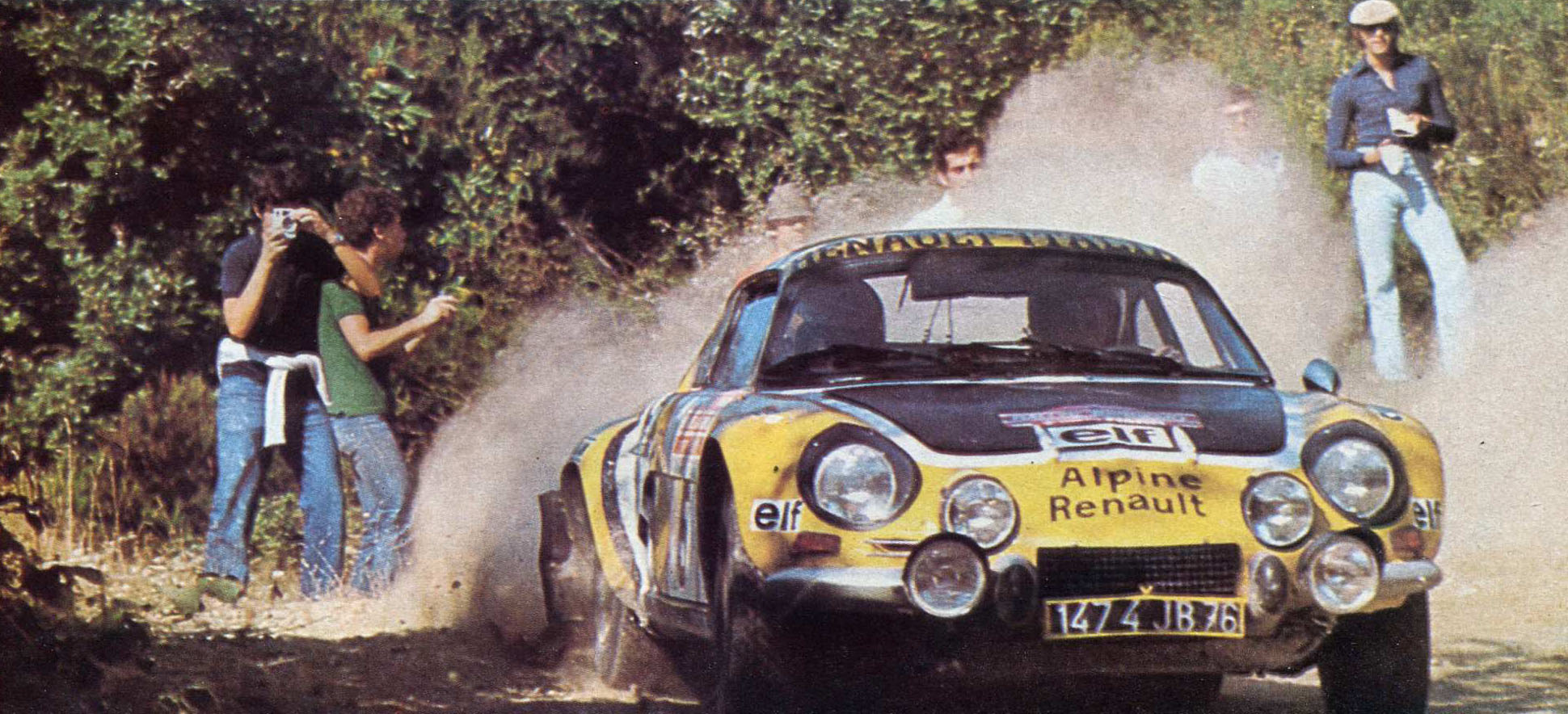
Терье на Ралли Сан-Ремо 1973 года

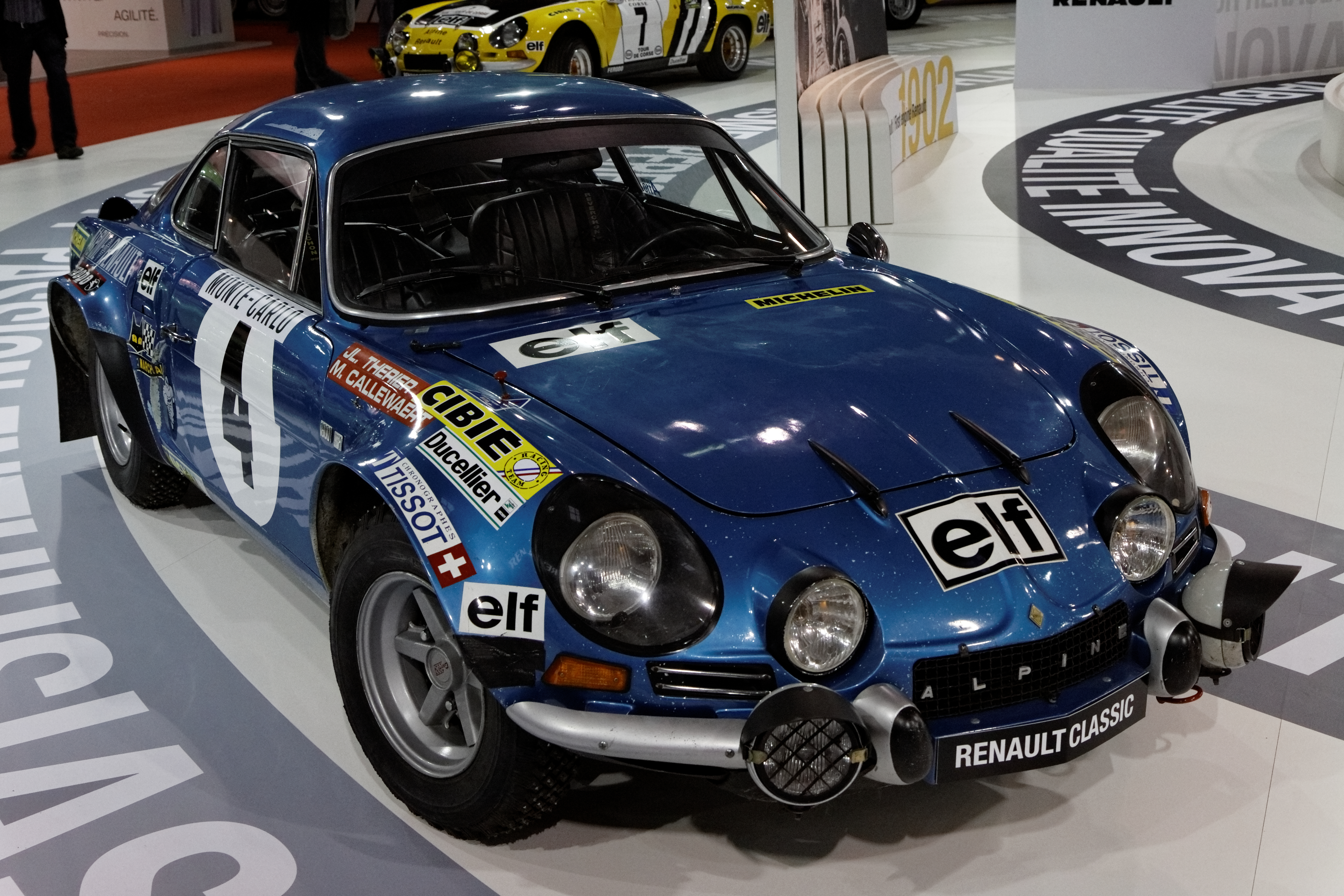
Alpine A110 1800 на ретро-выставке

| Год  | Автомобиль                    | 1        | 2        | 3        | 4   | 5        | 6     | 7        | 8     | 9        | 10    | 11  | 12       | 13    | Место | Очки |
| ---- | ----------------------------- | -------- | -------- | -------- | --- | -------- | ----- | -------- | ----- | -------- | ----- | --- | -------- | ----- | ----- | ---- |
| 1973 | Alpine-Renault A110           | МОН 5    | ШВЕ 3    | ПОР 1    | КЕН | МАР 7    | ГРЕ 1 | ПОЛ Сход |       |          | ИТА 1 | США | ВЕЛ Сход | ФРА 3 | -     | -    |
| 1974 | Разные                        |          | КЕН Сход |          |     |          | США 1 |          | ФРА 3 |          |       |     |          |       | -     | -    |
| 1975 | Разные                        | МОН Сход |          | КЕН Сход |     |          |       |          | ИТА 3 | ФРА Сход |       |     |          |       | -     | -    |
| 1980 | Разные                        | МОН Сход |          | ПОР Сход |     | ГРЕ Сход |       |          |       |          | ФРА 1 |     |          |       | 12    | 20   |
| 1982 | Разные                        | МОН 3    |          | ПОР Сход |     | ФРА Сход |       |          |       |          |       |     |          |       | 15    | 12   |
| 1984 | Renault 5 Turbo Tour de Corse | МОН 4    |          |          |     |          |       |          |       |          |       |     |          |       | 19    | 10   |

## Национальные титулы
- Чемпион Франции по ралли 1967 года (класс 4/6) на	Alpine A210 (чемпион Франции - Бернар Констен).
- Чемпион Франции по ралли 1968 года (группа 1) на	Renault 8 Gordini (4 место в общем зачёте, чемпион Франции - Жан-Клод Андрюэ).
- Чемпион Франции по ралли 1973 года на Alpine A110.
- Кубок Франции по ралли на гравии на 1979 года на Toyota Celica.
- Чемпион Франции по ралли на гравии 1980 года на Toyota Celica.
- Чемпион Франции по ралли 1982 года на Renault 5 Turbo.